# تسريب عبر الإنترنت
يحدث التسريب عبر الإنترنت عندما يتم إصدار معلومات سرية للعامة على الإنترنت. أنواع مختلفة من المعلومات والبيانات يمكن أن يتم «تسريبها» لشبكة الإنترنت، ومنها المعلومات الشخصية وهي الأكثر شيوعا، البرمجيات والأكواد المصدرية، الأعمال الفنية مثل الكتب أو الألبومات.

## تسريب الشيفرة المصدرية
كانت هناك العديد من حالات تسريب الشيفرات المصدرية في تاريخ تطوير البرمجيات. على سبيل المثال في عام 2003 استغل مخترق ثغرة أمنية تمكن من خلالها من الحصول على المصدر الكامل للعبة هاف-لايف 2 التي كانت قيد التطوير في ذلك الوقت.